# سیوچینا
سیوچینا (به صربی: Sivčina) یک روستا در صربستان است که در ایوانئیتسا واقع شده‌است.
 سیوچینا ۲۲٫۵۵ کیلومتر مربع مساحت و ۱۹۴ نفر جمعیت دارد.